# Inisheer Island SAC
Inisheer Island SAC este o arie protejată (arie specială de conservare — SAC, sit de importanță comunitară — SCI) din Irlanda întinsă pe o suprafață de 552,29 ha, integral pe uscat.

## Localizare
Centrul sitului Inisheer Island SAC este situat la coordonatele 53°03′21″N 9°31′49″W / 53.05571°N 9.530353°V.

## Înființare
Situl Inisheer Island SAC a fost declarat sit de importanță comunitară în noiembrie 1997 pentru a proteja 4 specii de animale. Situl a fost protejat și ca arie specială de conservare în mai 2019.

## Biodiversitate
Situată în ecoregiunea atlantică, aria protejată conține 6 habitate naturale: Lagune de coastă, Recifuri, Pajiști uscate europene, Pajiști uscate seminaturale și facies de acoperire cu tufișuri pe substraturi calcaroase (Festuco-Brometalia) (* situri importante pentru orhidee), Fânețe de joasă altitudine (Alopecurus pratensis, Sanguisorba officinalis), Lespezi calcaroase.
La baza desemnării sitului se află mai multe specii protejate de  păsări (4): Pyrrhocorax pyrrhocorax, chiră mică (Sterna albifrons), Sterna paradisaea, chiră de mare (Sterna sandvicensis).
Pe lângă speciile protejate, pe teritoriul sitului au mai fost identificate 4 specii de plante, 3 specii de nevertebrate.